# Manzanarre
Il Manzanarre (AFI: /manʣaˈnarre/; in spagnolo Manzanares, pronuncia /manθaˈnaɾes/) è un fiume spagnolo che nel suo corso attraversa la capitale Madrid.

## Corso
Le sorgenti del fiume si trovano nella Sierra de Guadarrama. Il primo tratto scorre all'interno del Parque Regional de la Cuenca Alta del Manzanares, una riserva naturale. Il Manzanarre si dirige in direzione sud-est e tocca la città medievale di Manzanares el Real, dove forma il bacino di Santillana, una delle più importanti risorse idriche di Madrid. Il fiume quindi prosegue verso sud, entrando nel Monte del Pardo, una foresta protetta, di proprietà della città di Madrid.
Il fiume scorre in parte canalizzato all'interno delle aree urbanizzate della capitale in parte rinaturalizzato nell'area del parco urbano del Madrid Río; vi passa nella parte occidentale e il tratto più a sud costituisce il confine tra il centro della città e i sobborghi di Carabanchel e Usera, situati a sud-ovest. Passa dove prima era situato lo stadio Vicente Calderón, della squadra di calcio dell'Atlético de Madrid, demolito nel luglio 2020. Lasciata Madrid nel suo punto più meridionale, il fiume si dirige a est, toccando il quartiere di Perales del Río (municipio di Getafe), e la città di Arganda del Rey; infine si getta nello Jarama, un affluente del Tago, al termine dei suoi 92 km.

## Importanza storica
- Il Manzanarre, anche se piccolo e relativamente poco importante da un punto di vista geografico, ha avuto una grande rilevanza storica a causa della storia di Madrid: questa fu fondata dai Mori nel IX secolo, come cittadella dominante il fiume.
- Il fiume è presente in numerosi dipinti di Francisco de Goya, che ritraggono persone abbigliate in modo tradizionale mentre si dedicano ad attività come il ballo o un pranzo di campagna sulle rive del fiume.
- Il Manzanarre è stato anche un'importante linea difensiva per le forze repubblicane durante l'assedio di Madrid, nella guerra civile spagnola. Si possono ancora vedere numerosi bunker in località di Perales del Río.
- In Italia il fiume è celebre per il verso «Dal Manzanarre al Reno» di Alessandro Manzoni, nell'ode Il cinque maggio, scritta in morte di Napoleone Bonaparte.